# Westfield (Illinois)
Westfield – wieś w Stanach Zjednoczonych, w stanie Illinois, w hrabstwie Clark.